# Позаконазол
Позаконазол — синтетичний протигрибковий препарат, що належить до підгрупи тріазолів класу азолів для перорального застосування. Препарат розроблений компанією Schering-Plough.

## Фармакологічні властивості
Позаконазол — синтетичний протигрибковий препарат, що належить до класу азолів широкого спектра дії. Препарат має як фунгістатичну, так і фунгіцидну дію, що залежить від концентрації препарату в крові. Механізм дії позаконазолу полягає у інгібуванні синтезу стеролів у клітинах грибків, що приводить до пошкодження клітинних мембран грибків. До препарату чутливі грибки Candida spp.; Cryptococcus neoformans; Microsporum spp.; Trichophyton spp.; Blastomyces dermatitides; Coccidiodes immitis; Histoplasma capsulatum; Aspergillus spp.; Fonsecaea spp.; Fusarium spp.; Mucor spp.; Alternaria spp.; Pseudallescheria boidii; Exophiala spp.; Ramichloridium spp.; Rhizomucor spp.; Rhizopus spp. та має найбільш широкий спектр дії до збудників інвазивних мікозів.

### Фармакокінетика
Позаконазол добре всмоктується з шлунково-кишкового тракту, біодоступність при пероральному прийомі дуже висока, зв'язування з білками плазми становить 98%. Максимальна концентрація в крові досягається протягом 3-5 годин. Препарат створює високі концентрації в більшості тканин та рідин організму. Немає даних, чи позаконазол проникає через гематоенцефалічний бар'єр. Препарат проникає через плацентарний бар'єр та виділяється в грудне молоко. Позаконазол метаболізується в печінці в незначній кількості з утворенням неактивних метаболітів, виділяється з організму переважно в незміненому вигляді з калом (77%) в незміненому вигляді та частково з сечею (14%). Період напіввиведення препарату становить в середньому 35 годин (варіює від 20 до 66 год), при печінковій та важкій нирковій недостатності цей час може збільшуватись.

## Показання до застосування
Позаконазол застосовується при орофарингеальному кандидозі, кандидозі стравоходу, кандидемії при нечутливості збудника до інших препаратів; інвазивному аспергільозі, зигомікозі, фузаріозі, криптококозі, хромобластозі, кокцидіоїдозі та міцетомі при нечутливості або непереносимості інших препаратів; профілактика розвитку грибкових інфекцій у хворих з пониженим імунітетом, у тому числі при трансплантації органів та онкогематологічних захворюваннях.

## Побічна дія
При застосуванні позаконазолу можливі наступні побічні ефекти:
- Алергічні реакції — часто гарячка, висипання на шкірі; нечасто (0,1—1%) кропив'янка, свербіж шкіри, набряк Квінке, синдром Стівенса-Джонсона, синдром Лаєлла; рідко (0,01—0,1%) анафілактичний шок.
- З боку травної системи — часто (1—10%) нудота (8% згідно даних клінічних досліджень), блювання (6% згідно даних клінічних досліджень)[2], діарея, біль у животі, сухість у роті; нечасто (0,1—1%) метеоризм, токсичний гепатит, жовтяниця, панкреатит; рідко (0,01—0,1%) гепатоцелюлярний некроз, печінкова недостатність, холестаз, шлунково-кишкові кровотечі, паралітичний ілеус.
- З боку нервової системи — головний біль, запаморочення, сонливість, парестезії; нечасто (0,1—1%) судоми, зміна смаку, тремор, невропатії, затуманення зору; рідко (0,01—0,1%) випадіння полів зору, диплопія, погіршення слуху, депресія, порушення мозкового кровообігу, енцефалопатія.
- З боку серцево-судинної системи — нечасто (0,1—1%) тахікардія, артеріальна гіпотензія, артеріальна гіпертензія, подовження інтервалу QT на ЕКГ; рідко (0,01—0,1%) фібриляція шлуночків, пароксизмальна тахікардія типу «пірует», серцева недостатність, раптова смерть, інфаркт міокарду, аритмії, тромбоемболія легеневої артерії.
- З боку сечовидільної системи — нечасто (0,1—1%) гостра ниркова недостатність; рідко (0,01—0,1%) інтерстиціальний нефрит, нирковий канальцевий ацидоз, гемолітико-уремічний синдром.
- З боку ендокринної системи — нечасто (0,1—1%) порушення менструального циклу рідко (0,01—0,1%) зменшення рівня гонадотропіну в крові, наднирникова недостатність, біль в молочних залозах.
- Зміни в лабораторних аналізах — часто (1—10%) нейтропенія, збільшення рівня білірубіну в крові, підвищення рівня активності в крові амінотрансфераз та лужної фосфатази; нечасто (0,1—1%) лейкопенія, агранулоцитоз, тромбоцитопенія, еозинофілія, анемія, гіперглікемія, гіпокаліємія, підвищення рівня креатиніну та сечовини в крові.

## Протипокази
Позаконазол протипоказаний при підвищеній чутливості до азолів, при одночасному лікуванні терфенадином, астемізолом, пімозидом, хінідином або цизапридом. Препарат застосовується з обережністю при вагітності. Під час лікування позаконазолом рекомендовано припинити годування грудьми. Препарат рекомендований дітям віком більше 13 років.

## Форми випуску
Позаконазол випускається у вигляді суспензії для перорального прийому по 105 мл, у концентрації 40 мг/мл.